# Євномій Кизикський
Євномій (грец. Εὐνόμιος Κυζίκου ) (помер бл. 393) - один із лідерів крайніх або «аномеянських» аріан, яких іноді відповідно називають евноміанцями, народився в Дакорі в Каппадокії або в Корніаспі в Понті. на початку IV ст.
Він вивчав теологію в Александрії під керівництвом Аетія, а згодом потрапив під вплив Євдоксія Антіохійського, який висвятив його на диякона. За рекомендацією Євдоксія в 360 році Євномій був призначений єпископом Кизика. Тут його вільне висловлювання крайніх аріанських поглядів призвело до поширених скарг, у тому числі від багатьох сучасних письменників, таких як Андронікіан. Євдоксій був змушений, за наказом імператора Констанція II, усунути Євномія з єпископства протягом року після його зведення до нього.
Під час правління Юліана та Ювіана Євномій проживав у Константинополі в тісних стосунках з Аецієм, об’єднуючи незгодну партію та висвячуючи єпископів. Потім він переїхав жити в Халкедон, звідки в 367 році був висланий до Мавританії за притулок бунтаря Прокопія. Однак його відкликали ще до того, як він дістався місця призначення.
У 383 році імператор Феодосій, який вимагав від усіх партійних лідерів декларації віри, покарав Євномія за те, що він продовжував викладати свої відмінні доктрини, заславши його до Гальміріди в Малій Скіфії. Згодом він перебував у Халкидоні та в Кесарії в Каппадокії, звідки був вигнаний жителями за те, що писав проти їхнього єпископа Василія. Останні дні він провів у рідному місці Дакора, де він помер близько 393 року.
Його твори користувалися високою репутацією в його партії, і ортодоксальні настільки боялися їхнього впливу, що було видано кілька імперських указів про їх знищення. Отже, його коментарі до Послання до Римлян, згадані істориком Сократом Схоластиком, і його послання, згадані Філосторгієм і Фотієм, більше не збереглися.
Його перший апологетичний твір, написаний, ймовірно, близько 360 або 365 року, був повністю відновлений після відомого спростування його Василем Кесарійським. Друге вибачення, написане до 379 року, існує лише в цитатах, наведених із нього у спростуванні Григорія Ніського. Виклад віри, викликаний вимогою Феодосія про «раду єресей» у 383 році, зберігся досі й був відредагований Валесієм у своїх записках до Сократа Константинопольського та гл. Г. Г. Реттберг у своїй Марчеліані.
Вчення аномеянської школи, очолюваної Аетієм і Євномієм, виходячи з уявлення про Бога як Творця, стверджує, що між Творцем і створеним не може бути істотної, а в кращому випадку лише моральної подібності. «Як Ненароджений, Бог є абсолютно простою істотою; акт породження включав би суперечність Його сутності, вводячи подвійність у Божество». За словами Сократа Константинопольського (24) і Феодора Кірова ( PG 83 420), Євномій переніс свої погляди на практичне питання, змінивши формулу хрещення. Замість того, щоб хрестити в ім’я Трійці, тричі занурюючи людину у воду, він хрестив у смерть Христа лише одним зануренням. Православні вважали цю зміну настільки серйозною, що євноміани, повернувшись до церкви, були перехрещені, а аріани — ні. Євноміанська єресь була офіційно засуджена Константинопольським собором у 381 році. Секта деякий час зберігала окреме існування, але поступов очерез внутрішні розбіжності розпалася.
Після смерті Євномія Євтропій наказав перенести тіло Євномія в Тиану і спалити його книги.